# Soqotri
Soqotri (arabisch اللغة السقطرية), auch Saqatri, Sokotri, Suqutri oder Socotri, ist eine semitische Sprache, die vor allem auf der Insel Sokotra vor der Küste des Jemen gesprochen wird. Daneben gibt es auch Sprecher auf den kleineren Inseln Abd al-Kuri und Samha sowie in den Vereinigten Arabischen Emiraten. Soqotri gehört mit Mehri, Jibbāli, Ḥarsūsi, Hóbyót und Bathari zur kleinen Gruppe der neusüdarabischen Sprachen.